# Amazonasmotmot
Der Amazonasmotmot (Momotus momota, Synonym: Ramphastos momota) ist eine Vogelart aus der Familie der Sägeracken (Momotidae), die im südamerikanischen Amazonasbecken weit verbreitet ist.

## Taxonomie
Der Amazonasmotmot wurde eine Zeitlang mit dem Blauscheitelmotmot (Momotus coeruliceps), Rötelbauchmotmot (Momotus subrufescens), Trinidadmotmot (Momotus bahamensis), Diademmotmot (Momotus lessonii) und dem Hochlandmotmot (Momotus aequatorialis) zusammengefasst mit den genannten jeweils als Unterarten (Ssp.).
Nach einer taxonomischen Revision wurden die Art wieder jeweils als selbständig anerkannt.

## Merkmale
Die Vögel sind mittelgroße bis große Vertreter ihrer Familie und erreichen eine Länge von 38 bis 43 cm und ein Gewicht von 85 bis 160 g. Die Kopfoberseite ist schwarz und türkisblau umrandet. Eine schwarze Gesichtsmaske verläuft rund um die Augen bis in den Nacken. Der Rücken ist grün, die Bauchseite grün mit einem mehr oder wenig deutlich ausgeprägten zimtfarbenen Einschlag. Die Augen sind rot, der leicht gebogene Schnabel ist schwarz und Beine und Füße sind grau. Die Schneidekanten des Schnabels sind leicht gesägt. Jungvögel haben eine grünblaue Kopfoberseite und die schwarze Gesichtsmaske ist kleiner.
Der Amazonasmotmot gibt verschiedene wie „whOOP-hoop“, „cOOT-coot“, „whoo-whoo“, „whoop-whoop“, „kap“ oder „tec tec“ klingende Töne von sich.

## Lebensraum
Der Amazonasmotmot ist ein Standvogel und kommt in verschiedenen, mehr oder weniger feuchten Waldhabitaten, auf Kahlschlagflächen mit vereinzelten Bäumen, in Plantagen und Gärten vor. Ihre maximale Verbreitungshöhe liegt im Nordosten von Brasilien bei 600 Metern, in Ecuador bei 500 Metern, in Peru bei 750 Metern und in Venezuela bei 1200 Metern.

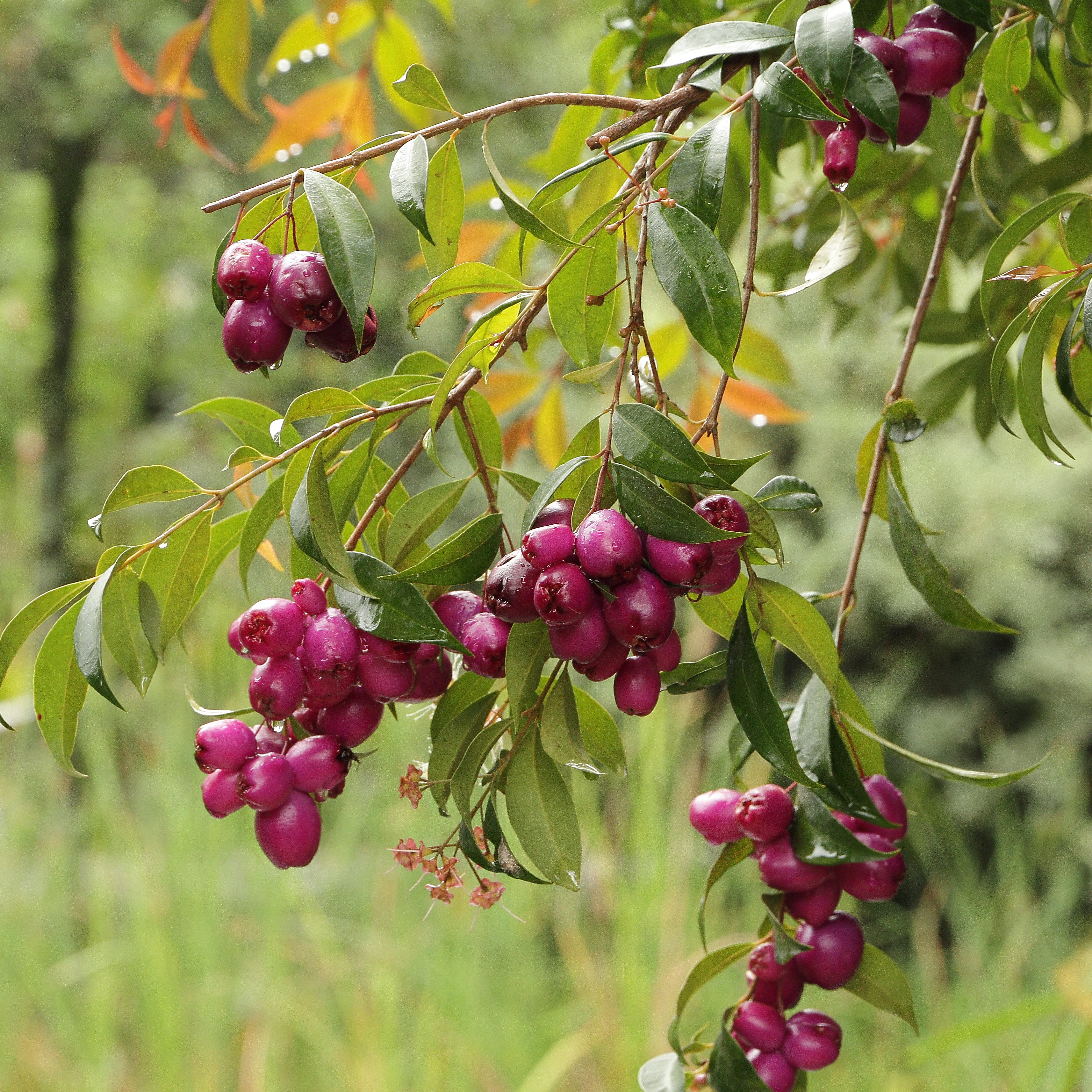
Die Früchte von Syzygium jambos gehören zur Nahrung des Amazonasmotmots

Die Vögel ernähren sich vor allem von Insekten und Früchten, z. B. von Feigen. Unter den Insekten werden Käfer und Heuschrecken bevorzugt, aber auch Schmetterlinge, Libellen, Schaben, Gottesanbeterinnen und Wespen werden verzehrt. Weitere tierische Beutetiere sind Würmer, Schnecken, Hundertfüßer, Landasseln, kleine Reptilien und Säuger und hin und wieder auch kleine Vögel und Nestlinge. Ihre Nahrung suchen Amazonasmotmot in der Vegetation oder auf dem Erdboden zwischen dem Falllaub. Oft folgen sie den Zügen der Wanderameisen und erbeuten dabei fliehende Wirbellose. Gelegentlich bilden sie mit anderen Vogelarten wie dem Eichhornkuckuck (Piaya cayana), dem  Hellbauch-Baumsteiger (Lepidocolaptes angustirostris), dem Binden-Ameisenwürger (Thamnophilus doliatus) oder der Schwarztangare (Tachyphonus rufus) gemischte Vogelschwärme.
Je nach Gegend brütet der Amazonasmotmot in verschiedenen Monaten. Genistet wird am Ende einer 6 cm bis 4 m langen Brutröhre in einer Uferböschung. Der Eingang der Brutröhre liegt oft versteckt. Über die Gelegegröße ist nur wenig bekannt. In Gefangenschaft und bei einer Freilandbeobachtung in Goiás wurden 3 Eier gelegt, die etwa 21 Tage lang bebrütet wurden. Nach einer Nestlingszeit von 29 bis 31 Tagen verließen die Jungvögel bei einem Gewicht von etwa 95 g das Nest.

## Unterarten
Es sind acht Unterarten bekannt:
- Momotus momota momota (Linnaeus, 1766)[7] – Die Nominatform kommt im Osten Venezuelas, den Guyanas und dem Norden Brasiliens vor.
- Momotus momota microstephanus P. L. Sclater, 1858[8] – Diese Unterart kommt im Südosten Kolumbiens, dem Osten Ecuadors und dem Nordwesten Brasiliens vor.
- Momotus momota ignobilis von Berlepsch, 1889[9] – Diese Subspezies kommt im Osten Perus und dem Westen Brasiliens vor.
- Momotus momota nattereri P. L. Sclater, 1858[8] – Diese Unterart ist im Nordosten Boliviens verbreitet.
- Momotus momota simplex Chapman, 1923[10] – Diese Subspezies ist im Westen Brasiliens über das westliche zentrale Brasilien südlich des Amazonas verbreitet.
- Momotus momota cametensis E. Snethlage[11] – Das Verbreitungsgebiet dieser Unterart ist das nördliche zentrale Brasilien.
- Momotus momota parensis [[Richard Bowdler Sharpe|Sharpe]], 1892[12] – Diese Unterart kommt im Nordosten Brasiliens vor.
- Momotus momota marcgravianus Pinto & Camargo, 1961[13] – Das Verbreitungsgebiet dieser Subspezies ist der Osten Brasiliens.
- Momotus momota pilcomajensis Reichenow, 1919[14] – Diese Unterart kommt im Süden Boliviens, dem Süden Brasiliens und dem Nordwesten Argentiniens vor.

Erst in jüngster Zeit hat die Art ihr Verbreitungsgebiet in den Süden von Brasilien bis nach Paraná ausgedehnt. Es gibt auch eine isolierte Population im nordöstlichen Bundesstaat Ceará. Dabei könnte es sich um M. m. marcgravianus oder um eine weitere, noch unbeschriebene Unterart handeln. Im nördlichen Goiás hybridisiert der Amazonasmotmot mit dem Rotkopfmotmot (Baryphthengus ruficapillus).

## Gefährdung
Der Amazonasmotmot ist sehr anpassungsfähig und gilt als ungefährdet. Er kommt auch in verschiedenen Schutzgebieten vor.